# Landgemeinde Oldenburg
Die Landgemeinde Oldenburg umschloss die Stadt Oldenburg (Oldb) in alle Richtungen. Sie umfasste die Bauerschaften Eversten, Bloh, Petersfehn, Wechloy, Ofen, Metjendorf, Ofenerfeld, Nadorst, Etzhorn, Wahnbek, Donnerschwee, Ohmstede, Bornhorst und Moorhausen und  bildete bis 1810 mit der Gemeinde Osternburg und den in den Osenbergen gelegenen Dörfern der Gemeinde Hatten die Hausvogtei Oldenburg. Danach gehörte sie zum Amt Oldenburg.
Im Jahre 1863 hatte die Landgemeinde 942 Wohnhäuser und 6579 Einwohner
(1793: 3159; 1828: 4489). Die Gemeinde war überwiegend landwirtschaftlich geprägt. Die wenige ortsansässige Industrie bestand vor allem aus Brauereien, Branntweinbrennereien sowie einigen Ziegeleien.
1897 wurde die Landgemeinde in die Gemeinden Ohmstede und Eversten aufgeteilt. 1901 erfolgt die kirchliche Restrukturierung der ehemaligen Landgemeinde in die selbständigen Kirchengemeinden Eversten, Ofen und Ohmstede.